# 大长嘴地鸫
大长嘴地鸫（学名：Zoothera monticola），是雀形目鸫科地鸫属的一种鸟类。其种加词“monticola”意为“生长在山地的”。

## 特征
大长嘴地鸫体重约126克，翼长约135.2毫米，嘴峰长约42毫米，喙宽度约5.9毫米，喙厚度约9.1毫米，跗蹠长约33毫米，尾长约85.2毫米。大长嘴地鸫在其分布区内为留鸟，其栖息在密集的高大树木组成的森林中，食性为肉食性，主要食物来源是陆生无脊椎动物。

## 亚种
- ：分布于北印度的喜马拉雅山至尼泊尔和缅甸东北部。
- ：分布于越南北部（北部地区）。[4]